# Brestlitevská unie
Brestlitevská (Brestská) unie byla unie pravoslavné a katolické církve, na niž přistoupili pravoslavní biskupové v Brestu Litevském, kteří vyslali jako své delegáty biskupy Cyrila Terleckého z Lucka a Hipace Poceje z Vladimiru. 

## Historie
Papež Klement VIII. přijal návrh unie a 23. prosince 1595 vydal bulu Magnus Dominus et laudabilis nimis, ve které zaručil sjednoceným pravoslavným východní liturgii ve staroslověnském jazyku, stávající církevní organizaci (právem metropolity zůstalo jmenovat sufragánní biskupy), používání juliánského kalendáře, za podmínky, že uznají papeže za hlavu církve a přijmou veškerou katolickou věrouku. Synoda svolaná v Brestu Litevském v kostele sv. Mikuláše tuto unii dne 9. října 1596 slavnostně přijala. Uskutečnila se však i antisynoda, která ji odmítla. Střety vyvrcholily umučením polockého arcibiskupa Josafata Kunceviče v roce 1623.